# أرض ضخمة

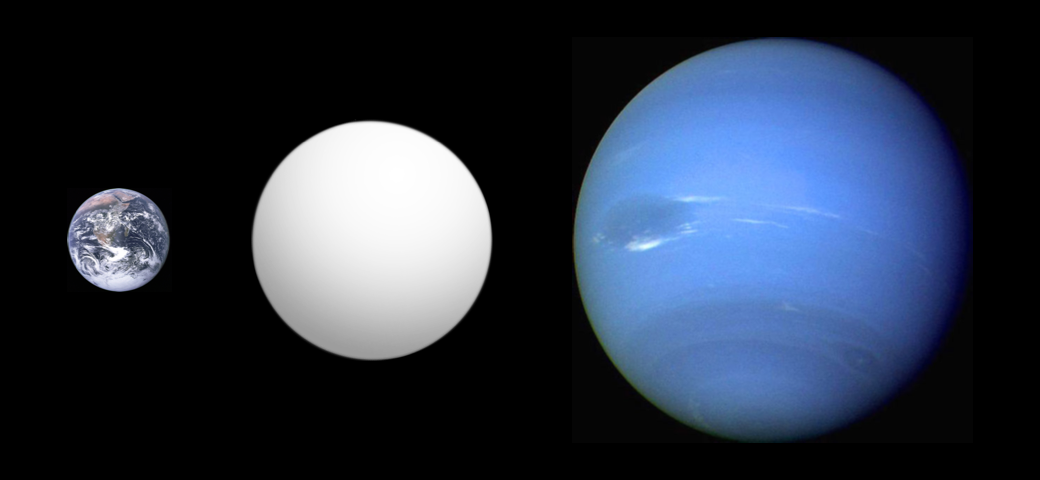
مقارنة حجم الأرض الضخمة كيپلر-10c مع الأرض ونپتون

الأرض الضخمة هو كوكب أرضي خارج النظام الشمسي شديد الضخامة لا يقل حجمه عن عشر أضعاف كتلة الأرض، الأراض الضخمة هي أكثر ضخامة من الأراض الهائلة (الكواكب الأرضية والمحيطية لها كتل ما بين 5-10 أرض)، مصطلح «الأرض الضخمة» تمت صياغته للمرة الأولى في سنة 2014، عندما تم الكشف عن كيپلر-10c ليكون كوكب بكتلة نپتون ذو كثافة أكبر بكثير من الأرض.